# Zodiacs
Zodiacs es un grupo de rock español procedente de Guecho, Vizcaya, aunque actualmente sus integrantes se reparten entre Extremadura y Vizcaya. La banda está formada por Ignacio Garbayo (voz principal y guitarra), Lander Moya (bajo) y Asier Gurruchaga (batería). Sus influencias pasan por sonidos tan variados como los de Nacha Pop, The Kinks, The Jam, Los Pistones, Nick Lowe y otros grupos más recientes como The Strokes o Los Planetas. 
Actualmente Ignacio Garbayo lidera su proyecto en solitario bajo el nombre de Garbayo. Fichado por la discográfica Oso Polita (Last Tour) ha publicado un disco, Sonido Forestal, en 2018 y se prepara para grabar el segundo a lo largo de 2020. Para ello cuenta con su banda habitual: Javi Estrugo (batería y coros), Lander Moya (bajo) y Pit Idoyaga (guitarra y coros).

## Los inicios
En sus orígenes, allá por 1998, el grupo se bautizó como Astronighters y lo fundaron Ignacio Garbayo como vocalista y guitarra, Pablo Idoyaga como batería y Borja Gil a la guitarra y voces. Ikerne (después en Safety Pins) tocó el bajo en sus primeros conciertos, pero pronto fue sustituida por Jontxu Prieto (ex-Gallo Men, después en Bosco el Tosco). Ignacio, Borja y Pablo eran compañeros de colegio que compartían gustos musicales tan amplios como Elvis Costello, The Who, Real Kids, The Beat, Redd Kross o Tequila. En 2000 se presentan al concurso de pop-rock de Guecho, obteniendo el primer premio, que consistía en la grabación de una maqueta, "Chicos Cardiacos", en los prestigiosos estudios Tio Pete. Esta maqueta ya acusaba la evolución de sus composiciones, provenientes de riffs en la onda Devil Dogs, hacia unos sonidos más power-pop, sobre todo con el tema Anfetamínate, que fue un pequeño éxito local.

## Pinball Rock
Ya a principios de 2001 se empieza a fraguar la idea de registrar un álbum de forma autoproducida, mediante un sello creado para la ocasión (Discos Crudos). Es en ese momento cuando reciben la llamada de Animal Records. Ese mismo verano se graba Pinball Rock en los estudios Maesmaje, de Little Fish. Poco antes Jontxu abandona el grupo, por lo que las pistas de bajo son grabadas por diferentes bajistas de sesión. En diciembre de 2001 el álbum de debut de Zodiacs ve la luz en formato CD, vía Animal Records, y en formato LP, vía Discos Crudos. Miguel Guzmán (ex-Colt, ahora en Tulsa) se ocupará desde entonces de ocupar el puesto de bajista. La banda recorre España tocando "Que no salga el sol" o "Cinco segundos", entre otros de sus nuevos temas.
A finales de 2002 se graba un nuevo EP, Kinky Boys and Girls, en los estudios El Chalet, de Javier Letamendia (batería de El Inquilino Comunista). Este EP, que nunca vería la luz, incluía nuevos temas como Estimulantes, En la Ciudad... etc., además de una versión del All This and More, de los Dead Boys. La banda sigue girando por circuitos independientes, ganando tiempo para componer canciones para un nuevo álbum.

## Traslado a Madrid
Ya en 2003 Borja abandona el grupo y es sustituido por Ínigo Coppel (ahora en solitario como Coppel). En 2004 la nueva formación graba un segundo disco, Golpe de calor, producido por Fernando Pardo (Los Coronas, Sex Museum) y lanzado en otoño del mismo año. Comienza así una época de grandes cambios para el grupo, ya que su música comienza a recibir buenas críticas y a destacar en el panorama underground, una de las razones por las que deciden trasladarse a Madrid. En la capital recorren multitud de locales con un directo intenso y excitante.

## Fichaje por DRO Atlantic
Tras "Golpe de Calor", la banda, ya sin Coppel, graba una maqueta (también con Fernando Pardo) que envían a diversas compañías. Finalmente, en 2006, la casa de discos Dro Atlantic les ficha y los Zodiacs se ponen manos a la obra para grabar y publicar en 2006 un disco homónimo. Producido por Nigel Walker y con singles como "Chica normal", "De rodillas" o "Chicas de la playa" (nuevas canciones que se unen a otras cinco de discos anteriores) el álbum cuenta con el beneplácito de la crítica (recibe cuatro estrellas en Rolling Stone). Además son elegidos para telonear a Fito & Fitipaldis en la gira de su disco Por la Boca Vive el Pez.
Recientemente han sido nominados a los MTV Europe Awards en la categoría de Mejor Artista Emergente. Además, el director Koldo Serra ha dirigido el videoclip de "Chica Normal" y han compuesto una canción para la banda sonora de la película "Un buen día lo tiene cualquiera".

## Álbumes
- Pinball rock, 2001.
- Golpe de calor, 2004.
- Por un puñado de extras, 2008.
- 3, 2, 1..., 2009.
- Radiaciones luminosas, 2011.